# Grande armée Han vertueuse
La grande armée Han vertueuse (大漢義軍) est une armée chinoise qui collabora avec l'empire du Japon dans le Nord de la Chine et en Mongolie-Intérieure immédiatement après le début officiel de la guerre sino-japonaise (1937-1945).

## Histoire
La grande armée Han vertueuse est formée par un petit seigneur de guerre et commandant de l'armée anti-japonaise populaire de Cháhāěr Wang Ying après sa défaite face à l'armée impériale japonaise en 1936 durant la pacification du Mandchoukouo.
Wang Ying déserte pour rejoindre l'armée japonaise du Guandong, et persuade les Japonais de lui permettre de recruter des soldats chinois inactifs de la province de Cháhāěr pour former une armée mercenaire avec des conseillers japonais. Il parvient à recruter environ 6 000 hommes, qui sont entrainés par les Japonais et organisés en quatre brigades d'infanterie dans le nord-Cháhāěr occupé par le Japon. Les troupes sont armées avec des armes capturées dans les armureries et entrepôts de l'armée du Nord-Est. Cette force est rattachée à une autre force pro-Japonais, l'armée de Mongolie-intérieure commandée par le prince mongol Demchugdongrub.
Durant la campagne du Suiyuan, l'armée de Mongolie-intérieur attaque la ville de Hongort (en) le 15 novembre 1936. Après plusieurs jours de combat, les assaillants échouent à capturer la ville. Le 17 novembre, une contre-attaque chinoise surprend les attaquants qui battent en retraite désorganisée. Tirant avantage du désordre régnant parmi les forces mongoles, le général chinois Fu Zuoyi fait un mouvement en direction de l'ouest et attaque le quartier-général mongol à Bailingmiao (en), s'en empare et capture les défenseurs. Les Japonais transportent alors Wang et sa grande armée Han vertueuse en camions près du quartier-général pour lancer une contre-offensive, qui échoue lamentablement le 19 décembre. Avec la majorité de ses hommes tués ou capturés, la grande armée Han vertueuse cesse d'exister en tant que force de combat opérationnelle, et les Japonais dispersent ses membres restants.

## Sources
- Philip Jowett, Rays of the Rising Sun, Volume 1: Japan's Asian Allies 1931-45, China and Manchukuo, Helion and Company Ltd., 2005 (ISBN 1-874622-21-3).
- 中国抗日战争正面战场作战记 (China's Anti-Japanese War Combat Operations)
  - Guo Rugui, editor-in-chief Huang Yuzhang
  - Jiangsu People's Publishing House
  - Date published : 2005-7-1
  -  (ISBN 7-214-03034-9)
  - Online in Chinese: http://www.xiaoshuo.com/readindex/index_00163571.html
    - 日本侵绥的战备企图和中日    Japanese invasion of Suiyuan to prepare their planned union of China and Japan